# 岐阜県駅
岐阜県駅（ぎふけんえき、仮称）は岐阜県中津川市千旦林（中央本線美乃坂本駅の西側）に建設中の中央新幹線の駅である。島型プラットホーム2面と副本線を持つ高架駅になる予定である。当駅の品川駅側に中部総合車両基地（仮称）が設けられる。車両基地への回送線は当駅の名古屋駅側で本線と分岐し、当駅ホームの頭上を通って品川駅側の車両基地に通じる。

## 周辺整備
2020年1月、中津川市は岐阜県駅の周辺エリアデザイン指針案を作成、公表。住民説明等を開始した。案では中央駅前広場に路線バス、観光バスなどの乗降場を設けるとともに短時間駐車場を整備。駅南口は国土交通省の「かわまちづくり」事業により親水公園を整備することなどを示した。